# Diözese St. Edmundsbury und Ipswich

Wappen

Die Diözese St Edmundsbury und Ipswich ist eine Diözese der Church of England in der Province of Canterbury. Ihr Sitz ist die Kathedrale von St Edmundsbury in der Stadt Bury St Edmunds. Diözesanbischof war von 2015 bis 2025 Martin Seeley.

## Gebiet
Das Gebiet der Diözese umfasst Suffolk.
Es gibt einen Suffraganbischof in Dunwich (siehe Liste der Bischöfe von Dunwich).
Archidiakonate gibt es für Sudbury, Suffolk und Ipswich.

## Geschichte
Die Kathedrale des Bistums steht auf dem Grund und Boden der in der Zeit der Englischen Reformation aufgelösten und größtenteils zerstörten Abtei St Edmund. Das Bistum St Edmundsbury und Ipswich wurde am 23. Januar 1914 aus Teilen der Diözesen Ely und Norwich errichtet. Erster Bischof der Diözese war Henry Hodgson.